# 臼杵市立西中学校
臼杵市立西中学校（うすきしりつ にしちゅうがっこう）は、大分県臼杵市大字戸室にある公立中学校である。

## 概要
臼杵市で一番大きな中学校。

## 生徒会
中央・学習・生活・環境・保体・情報の6つの委員会から構成される。
SDGsの活動が始まり、県内のテレビにも取り上げられている。

## 部活動
- 野球部
- 陸上部(男・女)
- サッカー部
- バレー部(女)
- 卓球部(男・女)
- バスケットボール部(男・女)
- 剣道部(男・女)
- ソフトテニス部(男・女)
- 美術部
- 特設合唱部

## 通学区域
- 下南小学校区
- 市浜小学校区 全域(一部除く)
- 福良ヶ丘小学校区のうち東福良、福良、西福良、温井、平清水、千代田[2]

## 著名な出身者
- 板井圭介 - 大相撲力士
- 【兒玉芽生】 陸上競技